# San Esteban de Litera
San Esteban de Litera est une commune d’Espagne, dans la province de Huesca, communauté autonome d'Aragon comarque de La Litera.